# Marek Wrona
Marek Henryk Wrona (ur. 31 sierpnia 1966 w Oławie) – polski kolarz szosowy, zwycięzca Tour de Pologne. 

## Kariera sportowa
Kolarstwo zaczął trenować w klubie BKS Sobótka, następnie występował w barwach Moto-Jelcz Oława i Legia-Romar-Warta. Jego największym sukcesem w karierze było zwycięstwo w Tour de Pologne w 1989. Wygrywał także wyścig Szlakiem Grodów Piastowskich (1990), zawody 4 Asy Fiata Autopoland (1994), Memoriał Andrzeja Trochanowskiego (1998) i Memoriał Kazimierza Gazdy (1998).
Karierę sportową zakończył w 2000. Prowadzi w Sobótce restaurację "Peleton". Jest bratem Zdzisława Wrony.